# Jonathan Bush
Jonathan James Bush (* 6. Mai 1931 in Greenwich, Connecticut; † 5. Mai 2021) war ein US-amerikanischer Unternehmer. Er war ein Mitglied der einflussreichen Bush-Familie: So war er ein Onkel des ehemaligen US-Präsidenten George W. Bush und Bruder des früheren US-Präsidenten George H. W. Bush.

## Karriere
Er gründete J. Bush & Co, eine Firma, die für viele Jahre die diskreten Bank-Kundendienste für die Botschaften ausländischer Regierungen betrieb. 1997 wurde J. Bush & Co von der Riggs Bank gekauft, wobei Bush der Vorstandsvorsitzende (CEO) und Präsident von Riggs Investment, einer in New Heaven (Connecticut) beheimateten Firma, wurde.
In den frühen 1980ern half Jonathan Bush seinem Neffen George W. Bush, Investoren für dessen erstes Öl-Unternehmen Arbusto zu finden, was später die Bush Explorations genannt wurde, eine Gesellschaft, die einen Bruder Osama bin Ladens zum Investor hatte.
Während des US-Präsidentschaftswahlkampfes von 2000 war Jonathan Bush ein Hauptmitwirkender und Spender für die Wahl von George W. Bush; er wurde Bush Pioneer genannt und spendete mehr als 100.000 US-Dollar für die Kampagne.

## Kontroverse
Die Washington Post veröffentlichte am Samstag, dem 20. Mai 2004, auf einer Webseite einen Artikel, der folgendermaßen lautet: „President Bush's uncle, Jonathan J. Bush, is a top executive at Riggs Bank, which this week agreed to pay a record $25 million in civil fines for violations of law intended to thwart money laundering.“ 
(deutsch (frei übersetzt): Der Onkel von Präsident Bush ist ein Top-Angestellter der Riggs-Bank, welche sich diese Woche damit einverstanden erklärte, eine zivile Geldbuße von 25 Millionen US-Dollar wegen Verletzung des Gesetzes zur Verhinderung von Geldwäsche zu zahlen).
Die bei diesem Prozess in Frage stehenden Konten sind mit Saudi-Arabien verbunden. Riggs Bank war auch jene Bank, die Prinzessin Haifa von Saudi-Arabien benutzte, um Geld nach San Diego zu senden, das dann in den Händen von zwei Organisatoren des 11. September landete.
1991 wurde Bush zu einer Strafe von 30.000 US-Dollar in Massachusetts verurteilt (und zu einigen tausend Dollar in Connecticut), wegen Verletzung des Registrierungsgesetzes, das Aktienverkäufe betrifft. Er wurde in Massachusetts für ein Jahr für den Handel mit Wertpapieren gesperrt.

## Familie
Bush war der Vater von NBC-Unterhaltungsreporter Billy Bush und des Healthcare-Vorstandsvorsitzenden Jonathan S. Bush. Er lebte mit seiner Frau Josephine Bush in New Haven und North Haven (Maine). Er starb im Mai 2021, nur einen Tag vor seinem 90. Geburtstag.